# 南砺市立福光美術館
南砺市立福光美術館（なんとしりつふくみつびじゅつかん、Nanto Fukumitsu Art Museum）は、富山県南砺市法林寺にある、石崎光瑤と棟方志功の作品を中心とした公立美術館。

## 概要
福光町（現 南砺市）出身の日本画家・石崎光瑤の遺族から450点余りの作品が同町に寄贈されたことにより、緑豊かな福光町郊外に「福光町立福光美術館」として建設、1994年（平成6年）10月7日に開館した。その後2004年（平成16年）11月1日に、福光町が周辺7町村と合併し南砺市となったため現名称に改称した。
石崎のほか、第二次世界大戦末期に福光町へ疎開し、6年半あまりの疎開期間中に多くの作品を残した、版画家の棟方志功の作品を多数収蔵・展示するほか、彫刻・陶芸家の松村秀太郎といった、福光町ゆかりの芸術家による作品を主に収蔵・展示している。
2014年（平成26年）6月には展示室や収蔵庫が手狭になったため増築に着手し、2015年（平成27年）6月に増築工事が竣工、同年9月5日に新常設展示室としてオープンした。新常設展示室は355m2でこれまでの展示室の約1.81倍あり、棟方志功と石崎光瑤の専用展示室として使用する。これにより複数の大作をそれぞれ同時に展示できるようになった。またこれまでの展示室はコレクション室として、松村秀太郎を中心に、南砺市ゆかりの作家などの展示室として使用されている。
また分館として福光町市街地の一画に「棟方志功記念館 愛染苑（あいぜんえん）」、棟方志功が居住した家屋「旧棟方志功住居 鯉雨画斎（りうがさい）」、民藝館「青花堂（しょうげどう）」、「棟方志功資料館」がある。

## おもな収蔵作品

### 棟方志功
全259点収蔵（2015年9月現在）
- 『二菩薩釈迦十大弟子』（1939年〔二菩薩は1948年改刻〕）版画、六曲一双屏風
- 『文殊菩薩の柵 普賢菩薩の柵』（1939年）版画、額装
- 『四天雄飛の図』（1950年）肉筆画、額装
- 『沢瀉妃の柵』（1971年）版画、額装
- 『鐘溪頌 朝菊の柵 竜胆の柵』（1945年）版画、額装
- 『流離頌板画柵 屏風の柵 広鰭の柵』（1953年）版画、額装全31柵
- 『四神板業天井画柵 天妃鼓笛す』（1949年）版画、額装
- 『無事』（1947年）書、額装
- 『美魅寿玖の図』（1944年）倭画、八曲一双屏風（部分）
- 『華狩頌』（1954年）版画、額装
- 『善知鳥』（1938年）
- 『道宗寺の山門図』（昭和20年代）油彩画、額装
- 『袴腰山遠望』（1951年）油彩画、額装
- 『立山連峰を望む海岸風景』（1950年）油彩画、額装 NHK富山放送局より寄託

### 石崎光瑤
全663点収蔵（2015年9月現在）
- 『松に孔雀図』（1907年ごろ）六曲一双屏風
- 『筧』（1914年）二曲一双屏風
- 『燦雨』（1919年）六曲一双屏風
- 『雪』（1920年）二曲一双屏風
- 『寂光』（1929年）二曲一双屏風
- 『藤花孔雀之図』（1929年）軸装
- 『惜春』（1931年）二曲一双屏風
- 『奔湍』（1936年）六曲一双屏風

### 松村秀太郎
- 『捨て犬』（1927年）彫刻（木彫）
- 『少女立像』（1931年）彫刻（木彫）
- 『銀猫』（1941年）彫刻（木彫）
- 『更衣』（1943年）彫刻（木彫）
- 『E氏胸像』（1970年）彫刻（ブロンズ）
- 『雁香炉（雄）』（大正年間）陶芸
- 『雁香炉（雌）』（大正年間）陶芸

### 富永一朗
漫画家富永一朗の作品を70点以上収蔵
富山県南砺市利賀村利賀に2012年（平成24年）まであった、「富永一朗とが漫画館」から移管された。

## 施設
本館と分館4施設は場所が離れている（アクセスの項参照）。
分館の内3施設（愛染苑・鯉雨画斎・青花堂）は、2004年（平成16年）に当美術館の分館となった。棟方志功資料館は、2016年（平成28年）に分館として開館した。
本館の常設展示室、屋外展示作品および、分館の棟方志功記念館 愛染苑、旧棟方志功住居 鯉雨画斎では、フラッシュを使用しない写真撮影が許可されている。なお三脚・自撮り棒での撮影、動画は禁止である。

### 本館
1階
- ロビー・受付
- ミュージアムショップ
- 常設展示室

展示室1 - 棟方志功展示室 177m2
展示室2 - 石崎光瑤展示室 178m2
- 企画展示室
- フリースペース・多目的スペース「アートルーム」 - ワークショップなどに使用
- 収蔵庫
- 事務室
- 中庭
- 無料駐車場

2階（無料ゾーン）
- コレクション室 - 196m2（松村秀太郎を中心に南砺市出身や、ゆかりの作家の作品などを展示）
- ロビー - 松村秀太郎や南砺市出身、ゆかりの作家の作品などを展示
- 図書室

など

### 分館

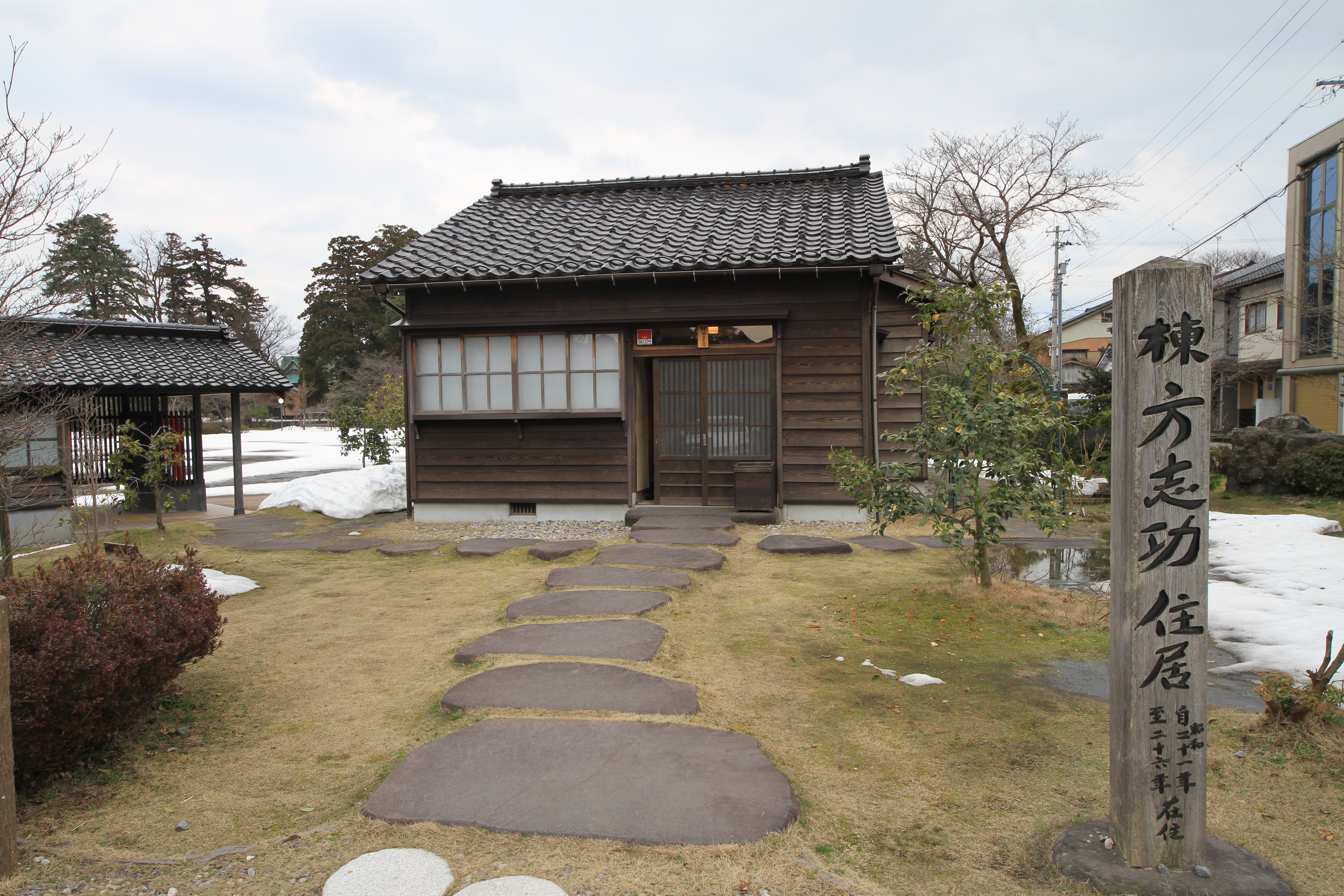
旧棟方志功住居 鯉雨画斎

福光町市街地の一画に4施設がまとまって所在する（無料駐車場あり）。

#### 棟方志功記念館 愛染苑（あいぜんえん）
福光町の図書館司書・館長であった石崎俊彦が自分の土地・建物と数多くの棟方志功の作品を福光町に寄贈したことから、1982年（昭和57年）5月1日に開館した記念館で、主に志功が当地に在住中だった期間の作品を展示している。また前庭には、1951年（昭和26年）11月17日に建立された、谷崎潤一郎の文学碑が建つ。
愛染苑は、居を構えた家屋に谷崎潤一郎が命名した名前で、良き理解者であり、家族同様の付き合いだった石崎俊彦が土地を貸与したものである。

#### 旧棟方志功住居 鯉雨画斎（りうがさい）
志功が当地栄町に1946年（昭和21年）暮れに居を構えた住居を、愛染苑向いに移築保存展示し2001年（平成13年）より公開しているもので、当時、妻、子供4人の6人で暮らしていた。屋内のアトリエとして使用していた8畳間和室の板戸には「滝登りの鯉」、「雨に打たれた鯉」を書きなぐったように描いたことから、アトリエは「鯉雨画斎」と名付けられた。また板戸には鯰が、厠（便所）の壁や天井には天女や菩薩などが描かれている。またこの住居には多くの芸術関係者・文化人、地元の住民らが出入りし、志功らと親交を深めたといわれる。なお、この施設には解説員が常駐しており、解説を聞くことができる。

#### 民藝館 青花堂（しょうげどう）
愛染苑の隣に石崎俊彦が建てた住居で、志功より称号された堂号である。現在は民藝館として2004年（平成16年）より公開されており、同氏が収集した美術品や陶芸品、民芸品を展示している。なお石崎俊彦はこの地で志功より版画の摺りを任されていた。

#### 棟方志功資料館
愛染苑西側（裏手）にある、愛染苑の雑庫として使用していた敷地面積160.33m2、延床面積88.31m2の平屋家屋を改装し、2016年（平成28年）4月15日に開館した黒板壁の資料館で、志功の作品、書簡、関連資料の展示、志功と親交のあった人々の紹介、寄せ書きなどを展示するほか、鯉雨画斎内では団体客への説明場所が手狭のためこの施設を利用するなど、志功の足跡に触れる場所と共に交流拠点としても活用する。なお、入館料は無料である。

## 開館時間および観覧料
開館時間（本館及び別館）
- 午前9時から午後5時まで（入館は午後4時30分まで）

休館日（本館及び別館）
- 火曜日（祝日はのぞく）、祝日の翌平日、年末年始12月29日から翌年1月3日まで、展示入替日

本館常設展示室観覧料
- 一般 300円　大学・高校生 200円（団体割引あり）　中学生以下 無料
  - 企画展は別料金（中学生以下は無料）

別館（愛染苑・鯉雨画斎・青花堂）拝観料
- 同上（本館入館の場合は100円割引券あり）

## アクセス
本館と分館・棟方志功資料館は車で 約5分。

### 本館
- JR西日本城端線 福光駅より
  - 車、タクシーで 約5分
  - 加越能、JR、市営各バスで 7〜8分〔川合田温泉下車〕（市営バスは土曜・日曜日・祝日運休）
- 北陸自動車道 小矢部ICより車で 約10分
- 東海北陸自動車道 福光ICより車で 約15分

### 分館
- JR西日本城端線 福光駅より、徒歩 約15分（南砺市福光公園横）
- 東海北陸自動車道 福光ICより車で 約15分